# Neuhöfchen
Neuhöfchen ist ein Ortsteil von Morsbach im Oberbergischen Kreis im südlichen Nordrhein-Westfalen innerhalb des Regierungsbezirks Köln.

## Lage und Beschreibung
In ländlicher, waldreicher Umgebung liegt Neuhöfchen am südlichsten Zipfel des Oberbergischen Kreises. Die Städte Gummersbach (38 km), Siegen (35 km) sowie Köln (75 km) sind in kurzer Zeit mit dem Auto zu erreichen.
Benachbarte Ortsteile sind Lichtenberg im Norden, Birken und Euelsloch im Südosten, Hahn im Süden, und Böcklingen im Westen. 

## Geschichte
1602 wurde der Ort das erste Mal urkundlich erwähnt. Die Schreibweise der Erstnennung war Neuhöfchen.